# Захир (мечеть)
Захи́р (малайск. Masjid Zahir) — одна из самых почитаемых мечетей Малайзии. Расположена в городе Алор-Сетар.

## История
Мечеть была построена в 1912 году. Участок этой мечети был кладбищем воинов Кедаха, которые умерли, защищая Кедах от сиамцев в 1821. Архитектура мечети прототипична и была вдохновлена мечетью Азиза в городе Лангкат, что в северной Суматре. Эта мечеть увеличена, с пятью главными большими куполами, символизирующих пять столпов ислама.
Церемония официального открытия была проведена в пятницу, 15 октября 1915 года Султаном Абдул-Хамидом Халим Шахом. Пятничную проповедь прочитал Тунку Махмуд. Позади мечети Захир расположены шариатский суд и детское дошкольное учреждение.

## Архитектура
Мечеть Захир занимает участок приблизительно в 11 558 м². Его молитвенный зал и5,8 м² и окружен верандами 2,4 м широкий с 4-я областями бельэтажа. Каждая область бельэтажа является настилом крыши купола. Главный купол расположен в северо-восточной части здания мечети. Это — одна из самых великих и самых старых мечетей в Малайзии. Каждый год в мечети проходит фестиваль чтецов Корана. Мечеть Захир входит в 10-ку самых красивых мечетей в мире.

## Памятные монеты
28 марта 2008 года Казахстанский монетный двор выпустил серебряную монету серии «Знаменитые мечети мира» на которой была изображена мечеть Захир. Номинал монеты — 100 тенге, драгоценный металл — серебро 925-й пробы.
В 2012 году была выпущена золотая монета из той же серии. Номинал монеты — 500 тенге, драгоценный металл — золото 999-й пробы. Монета имеет массу — 3,11 г и диаметр — 16 мм. Всего таких монет было выпущено 3000 штук. Над созданием монеты работали Ахвердян А. и Лютин В..